# 魏璽
魏璽（?—?），字朝章，直隸淮安府山陽縣人，民籍，明朝政治人物。進士出身。

## 生平
早年出身國子生，應天府鄉試第一百八名。成化十四年（1478年）戊戌科會試第一百六十六名，殿試登進士第三甲第二百零九名。

## 家族
曾祖父魏孝先。祖父魏志學，曾任通判。父亲魏克明。